# Ristola
Ristola är en boplats från stenåldern i stadsdelen Renkomäki i Lahtis söder om Salpausselkäåsen intill Borgå ås källflöden. 
Platsen har varit föremål för omfattande arkeologiska undersökningar, och den utgrävda arealen uppgår till 2 177 m². Fyndmaterialet tillhör dels den mesolitiska stenåldern, dels båtyxekulturens tid. De förkeramiska fynden omfattar kvarts- och flintföremål, bland flintorna finns ett flertal skrapor och pilspetsar tillverkade med spånteknik. Flintan är av hög kvalitet och bör vara importerad från västra och södra Baltikum, där man använt ett liknande råmaterial som bearbetats med en likartad teknik. Boplatsens höjd över havet uppgår till 70–73 meter, och den förkeramiska bosättningen kan på geologisk väg dateras till omkring 8 000 f.Kr. 
Ristola kan anses vara Finlands äldsta postglaciala stenåldersboplats som bebotts av en söderifrån inkommen population som livnärde sig på jakt, fiske och insamling. Motsvarigheter finns framförallt i den estniska Kundakulturen, men även i övriga grupper i västra Ryssland ända fram till övre Volga.